# Водзеради
Водзеради (пол. Wodzierady) — село в Польщі, у гміні Водзеради Ласького повіту Лодзинського воєводства.
Населення — 330 осіб (2011).
У 1975-1998 роках село належало до Серадзького воєводства.

## Демографія
Демографічна структура станом на 31 березня 2011 року:
|          | Загалом | Допрацездатний вік | Працездатний вік | Постпрацездатний вік |
| -------- | ------- | ------------------ | ---------------- | -------------------- |
| Чоловіки | 162     | 29                 | 114              | 19                   |
| Жінки    | 168     | 31                 | 96               | 41                   |
| Разом    | 330     | 60                 | 210              | 60                   |